# Halte Amsterdamseweg
Halte Amsterdamseweg (telegrafische code: Asw) is een voormalige spoorweghalte in Amstelveen aan de Spoorlijn Aalsmeer - Amsterdam Willemspark, destijds aangelegd door de Hollandsche Electrische-Spoorweg-Maatschappij.
De halte werd geopend op 5 juni 1915 onder de naam Amstelveenscheweg. Op 15 mei 1933 werd de naam gewijzigd in Amsterdamscheweg. Zeventien jaar later, op 3 september 1950, werd het reizigersvervoer op de spoorlijn Aalsmeer - Amsterdam definitief gestaakt en viel het doek voor de halte Amsterdamseweg.
Bij de stopplaats stond een woonhuis (nr. 34) van het type HESM-baanwachterswoning. Het gebouw is in de jaren tachtig gesloopt en vervangen door een nieuwbouwwoning.
Sinds 3 april 1983 heeft de Electrische Museumtramlijn Amsterdam hier een halte.